# Locatio conductio
Die locatio conductio (lat. locare „hin-, bereitstellen“; conducere „mitnehmen“) bezeichnet im römischen Recht einen Typ des synallagmatischen Konsensualvertrags. Die locatio conductio erfasste eine Reihe von zivilrechtlichen Tatbeständen, die nach heutigem  Verständnis in den einzelnen Vertragsformen des Miet-, Pacht-, Dienstleistungs- und Werkvertrags aufgehen. Die Gegenleistung bestand in der Entrichtung des vereinbarten Entgelts (merces). Dieses wurde in Höhe einer bestimmten Geldsumme (certa) geschuldet. Der Vertrag unterlag den Vorstellungen von Treu und Glauben (bona fides). 
Charakteristika des Vertrages sind: der locator, etwa Vermieter oder Verpächter einer Sache (locatio conductio rei), räumt dem Vertragspartner Nutzungs-, gegebenenfalls Fruchtziehungsrechte ein, der Dienstleister (locatio conductio operarum) stellt seine Arbeitskraft zur Verfügung und der Werkleister (locatio conductio operis) schuldet den Erfolg durch Erstellung eines Werks. Teils handelt es sich um Dauer-, teils um Zielschuldverhältnisse.

## Einheitsprinzip
Während die heutige Rechtsauffassung die hinter dem Sammelbegriff stehenden Tatbestände über ihre charakteristischen Leistungsformen erfasst, stellte das römische Recht auf die vornehmliche Gemeinsamkeit ab, auf die „Bereitstellung von etwas“. Hieraus resultiert auch die beinahe kurios anmutende Tatsache, dass als locator der Vermieter beziehungsweise Verpächter bezeichnet wurde, der Dienstverpflichtete, andererseits als der Besteller des Werkes. Freilich ging auch das römische Recht von gewisser Verschiedenheit der in einem Vertragstyp zusammengefassten Lebenssachverhalte in einem einzigen Vertragstyp aus, sodass die drei Unterfälle durchaus differenziert wurden. Wie sehr in der römischen Vorstellung die Untertypen jedoch ineinander übergingen, zeigt das Beispiel der Bereitstellung von Dienstleistungen. Eine Zurverfügungstellung von Dienstleistungen durch Sklaven verstand sich als „Mietvertrag“ oder locatio conductio rei; eine durch Freie als „Dienstvertrag“ oder locatio conductio operarum.

## Locatio conductio rei
Die locatio conductio rei erfasste im römischen Recht sowohl bewegliche als auch unbewegliche Sachen, also Wohnräume, Speicherräume, Landgüter, Fässer, aber auch Tiere und Sklaven. Möglich war sowohl die bloße Gebrauchsüberlassung als auch das Recht zur Fruchtziehung, vornehmlich auf Landgütern; den Landpächter bezeichnete man als colonus. Bloße Gebrauchsüberlassungen betrafen Stadtwohnungen; den Mieter nannte man inquilinus. Entrichtet wurde vom Mieter oder Pächter der Miet- beziehungsweise Pachtzins. Als Dauerschuldverhältnisse endeten die Verträge durch (außer-)ordentliche Kündigung oder Fristablauf. Rechtsstreitigkeiten wurden mit der actio conducti verfolgt.

## Locatio conductio operarum
Der Vertragsinhalt der locatio conductio operarum besteht in der Zurverfügungstellung von Arbeitskraft. Die Verpflichtungen orientierten sich ursprünglich an der Vermietung von Sklaven, da die große Masse der Arbeitskräfte aus Sklaven bestand. Für Sklaven – vergleichbar Sachen – war allerdings die locatio conductio rei einschlägig. Die sozial gehobenen artes liberales boten ihre Dienste unentgeltlich als mandatum an. Als Anwendungsbereich blieb somit nur der einfache Tagelöhner. Nach heutigem Verständnis entspräche die Vertragsform der Sonderform des Dienstvertrages, dem lohnabhängigen Arbeitsvertrag. 

## Locatio conductio operis
Die locatio conductio operis ist im Gegensatz zur locatio conductio operarum auf einen geschuldeten Erfolg gerichtet, nicht lediglich auf die Verrichtung der bloßen Tätigkeit. Die Unterscheidung findet sich auch im modernen deutschen Recht, wo der erfolgsabhängige Werkvertrag zum erfolgsunabhängigen Dienstvertrag abgegrenzt wird. Typischer Anwendungsbereich der locatio conductio operis ist die Herstellung von Sachen oder die Beförderung von Gütern und Personen, für die der Werklohn entrichtet wird.